# زاميا صغيرة

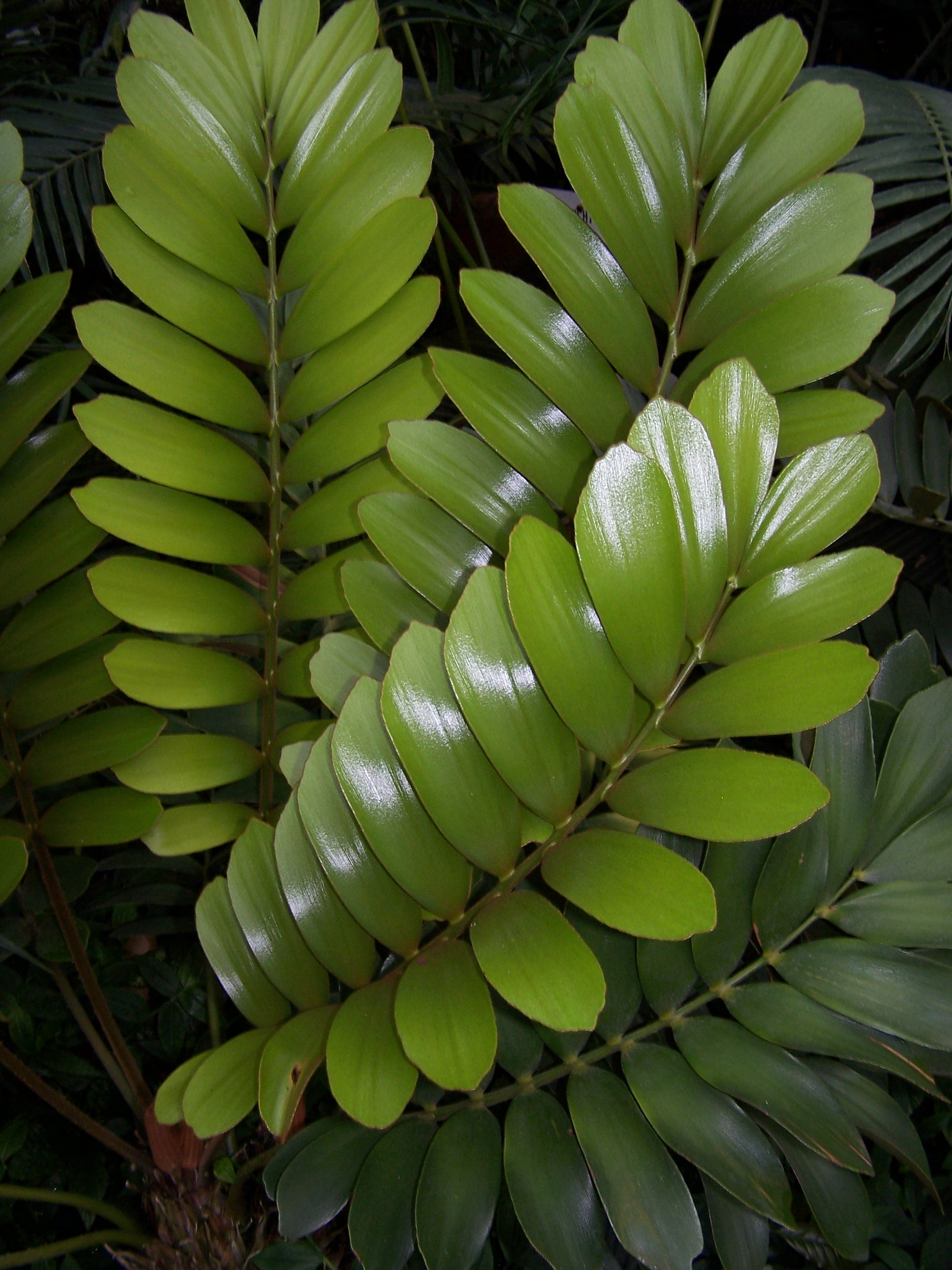
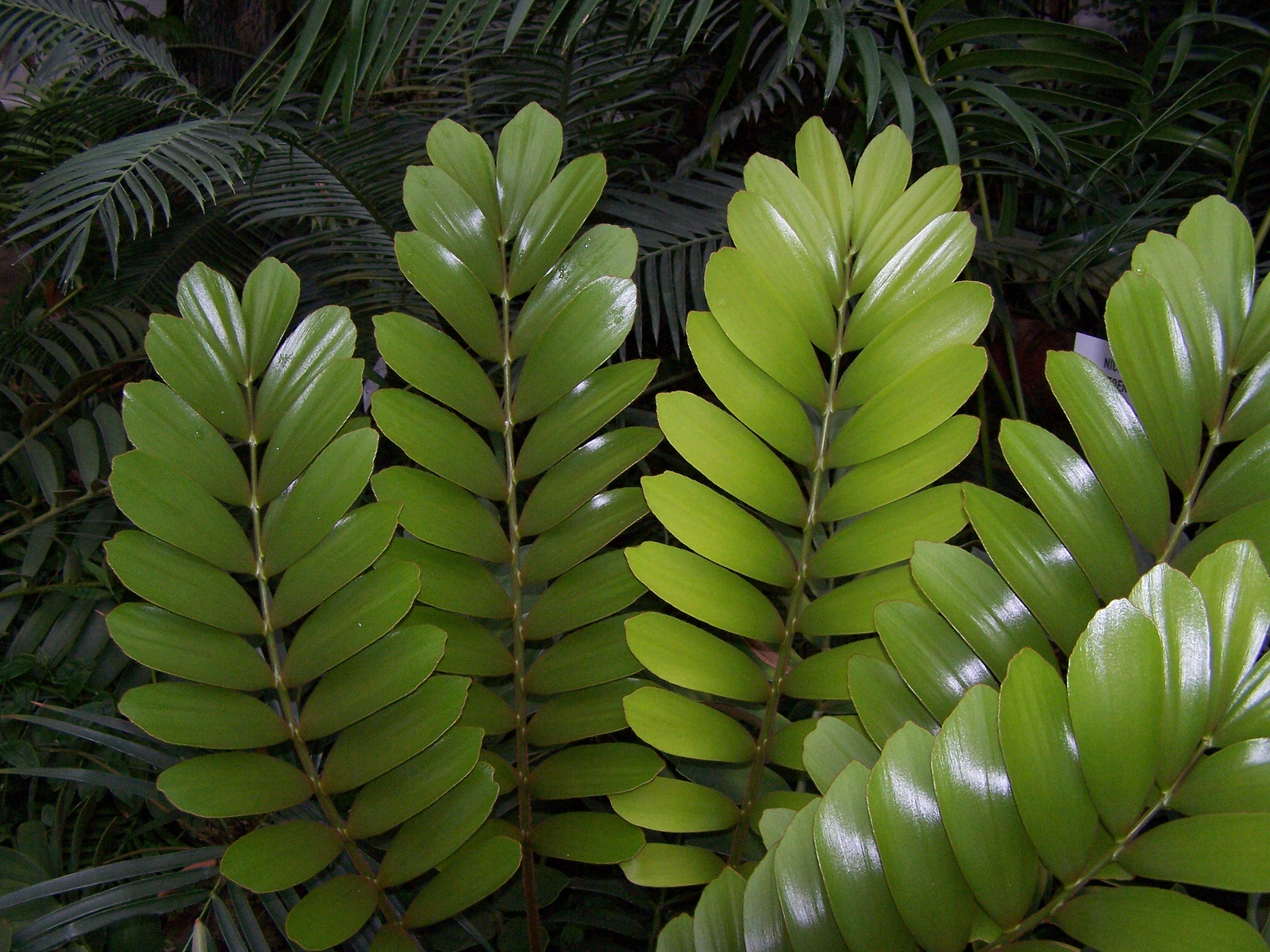
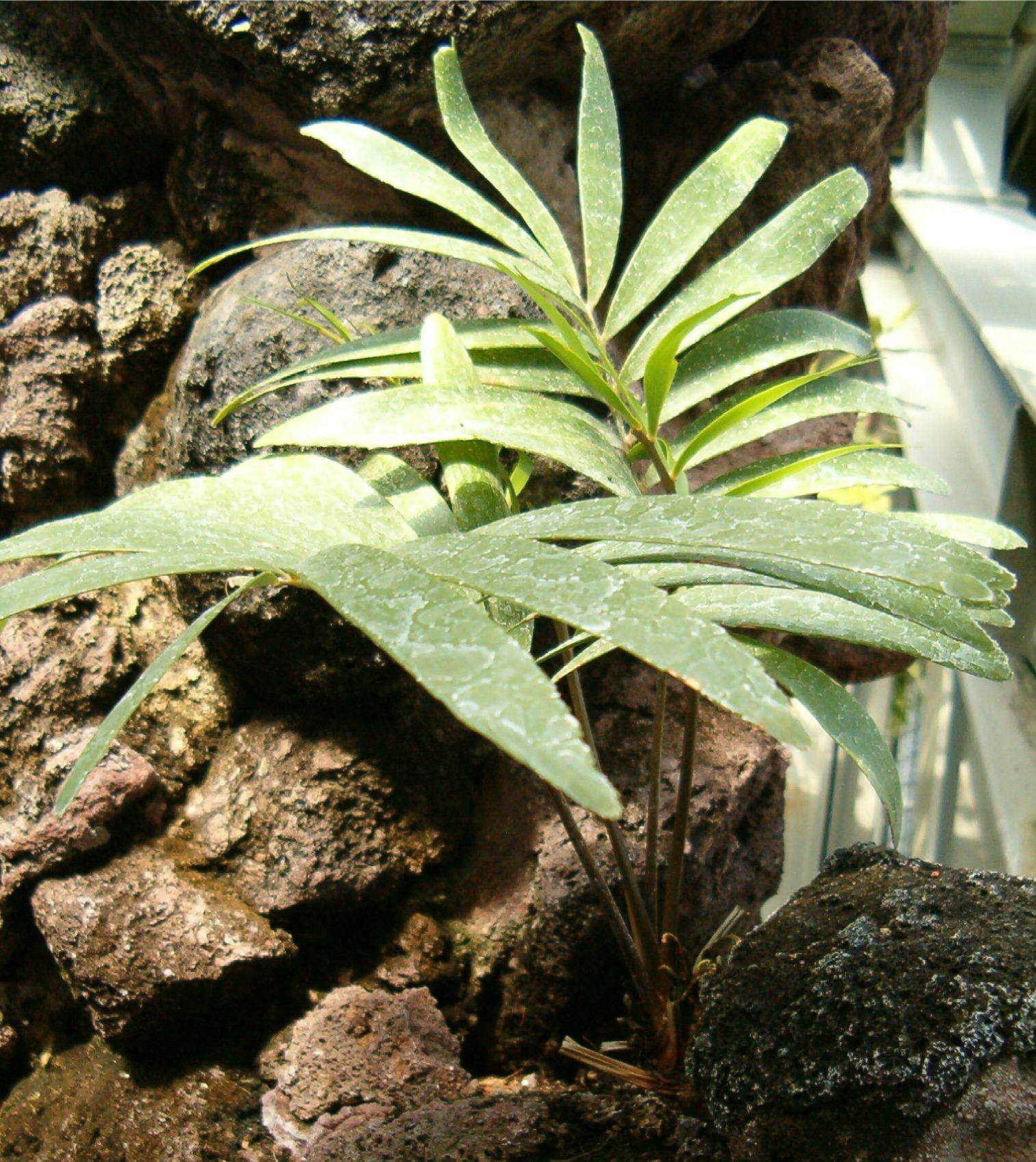
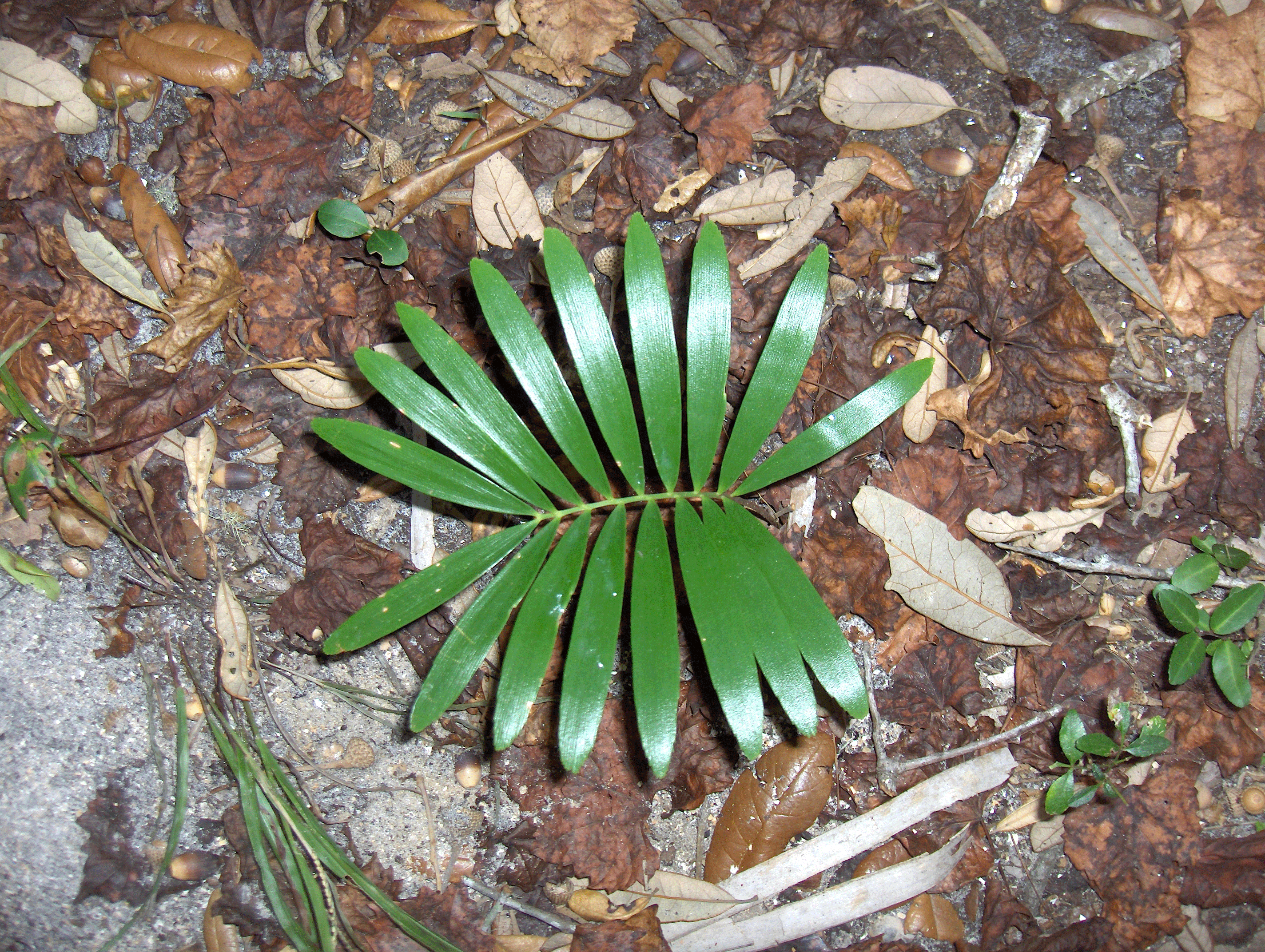
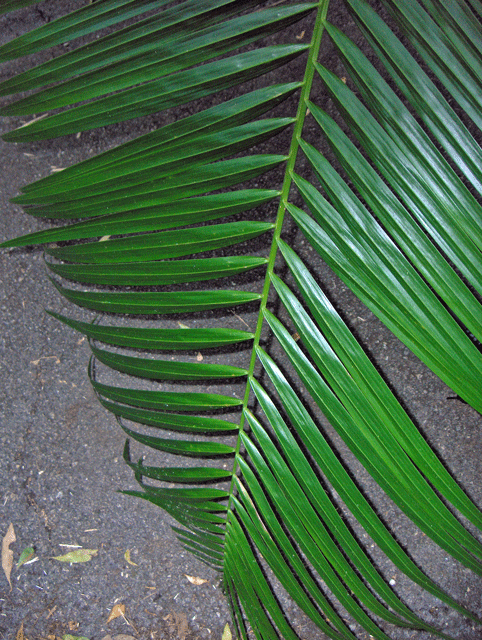
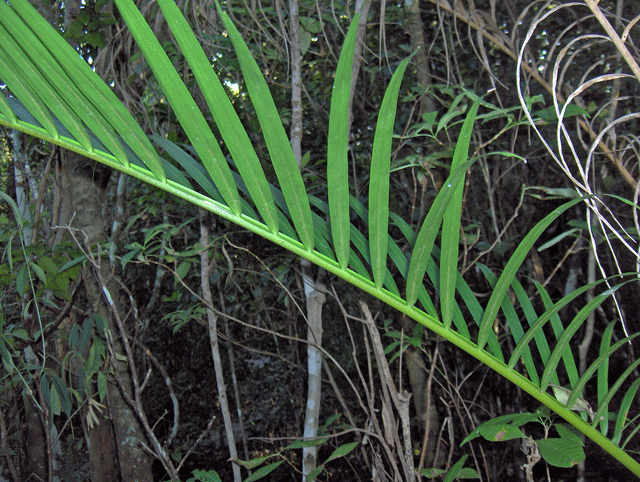

زاميا صغيرة (الاسم العلمي: Zamia pumila) هي نوع من النباتات تتبع جنس الزاميا من الفصيلة الزامية.